# Fames
Fames és la personificació de la fam en la mitologia romana. És l'equivalent de Limos a la mitologia grega.
Ovidi la representa com una dona amb la boca oberta, prima i mal vestida, que s'amagava en un desert gelat a la Regió d'Escítia. Segons Virgili, s'estava a les portes de l'inframón, amb Orc i altres divinitats negatives. En un altre mite, Ceres, la deessa de l'agricultura, demana a Fames de castigar Erisícton.